# Rovere Veronese
Rovere Veronese (velenceiül Roaré) település Olaszországban, Veneto régióban, Verona megyében. Lakosainak száma 2119 fő (2023. január 1.). Rovere Veronese Bosco Chiesanuova, Cerro Veronese, Grezzana, San Mauro di Saline, Selva di Progno, Verona és Velo Veronese községekkel határos.

## Népesség
A település népességének változása:
| Lakosok száma | 2115 | 2093 | 2119 |
|               | 2017 | 2018 | 2023 |